# Sam Weller Widdowson
Sam Weller Widdowson (født 16. april 1851 i Hucknall Torkard, død 9. maj 1927 i Beeston)) var en engelsk sportsmand i Victoriatiden. Han spillede cricket for Nottinghamshire og fodbold for Nottingham Forest og spillede også én gang for England mod Skotland i 1880. Widdowson har taget æren for at have opfundet fodboldbenskinnen i 1874, da han skar cricket-benskinner i stykker og lagde dem uden på sine strømper. I starten blev ideen latterliggjort, men senere hoppede andre spillere på den, og benskinner kræves nu af Fodboldloven. Han blev senere fodbolddommer og var med til den første kamp, i hvilken målnet blev brugt. Han var formand for Nottingham Forest fra 1879 til 1884.